# George Mikan
George Lawrence Mikan Jr. (* 18. Juni 1924 in Joliet, Illinois; † 1. Juni 2005 in Scottsdale, Arizona) war ein US-amerikanischer Basketballspieler. Mit 2,08 Metern war er der erste erfolgreiche „Big Man“ im Basketball. Mikan wurde zum besten Basketballspieler der ersten Hälfte des 20. Jahrhunderts gewählt, war 1996 unter den 50 besten NBA-Spielern aller Zeiten und wurde 1959 in die Naismith Memorial Basketball Hall of Fame aufgenommen.

## Karriere
George Mikan war Sohn kroatischer Eltern, die aus Vivodina in der Nähe von Karlovac stammten und in die Vereinigten Staaten auswanderten. Er studierte an der DePaul University in Chicago und fing dort auch an, Basketball zu spielen. Mikans Körpergröße erlaubte es ihm, geworfene Bälle kurz vor dem Korb abzufangen, was im englischen „Goaltending“ genannt wird. Mikan und Bob Kurland dominierten mit dieser Art der Verteidigung derart, dass die NCAA 1944 das „Goaltending“ für regelwidrig erklärte.
Dennoch hielt die Dominanz an und 1945 wurde Mikan mit der DePaul University National-Invitation-Tournament-Champion. Dieser bis heute hoch angesehene Titel machte ihn landesweit bekannt und zu einem Star. Er wurde 1944 und 1945 von den Sporting News in deren All-American First Team gewählt.
Im nächsten Jahr unterschrieb Mikan bei den Chicago American Gears seinen ersten Profivertrag. Mit den Gears wurde der Center auf Anhieb Champion der National Basketball League (NBL). Nach dieser äußerst erfolgreichen Saison wollte der Besitzer der Gears eine eigene Liga gründen, die National Professional Basketball League.

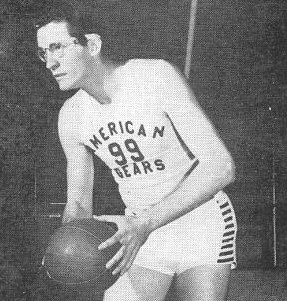
Mikan im Trikot der Chicago American Gears

Die Liga löste sich aber frühzeitig wieder auf und die Rechte an Mikan wurden den Minneapolis Lakers zugeschrieben. Mit Mikan im Team gewann der Liganeuling aus Minneapolis direkt das World Professional Basketball Tournament in Chicago gegen die New York Renaissance und Mikan wurde als Center sowohl zum MVP als auch ins All-Tournament First Team gewählt, wie schon 1946 jeweils mit den Chicago American Gears. In der Liga wurden die Lakers Meister und Mikan führte die Liga nach Punkten an und wurde Most Valuable Player.
Die National Basketball League erlebte ihre beste Saison und verlor danach aber neben den Lakers zahlreiche Franchises an die Basketball Association of America (BAA). Trotz seiner kurzen Zeit in der NBL wurde Mikan ins All-Time Team der NBL gewählt.
Auch in der BAA und später in der NBA setzte Mikan mit den Lakers seine Erfolgsserie fort und wurde in acht Profijahren insgesamt siebenmal Meister. Nach der Meisterschaft von 1954 beendete Mikan seine Karriere.
In der Saison 1955/56 startete er ein Comeback, brach diesen Versuch jedoch selbst rechtzeitig ab, um keinen Imageschaden zu erleiden. Bis heute ist sein Name untrennbar mit dieser Ära des modernen Profibasketballs verbunden. Kurz nach seinem Karriereende wählte man ihn zum besten Basketballspieler der ersten Hälfte des 20. Jahrhunderts. Diese Wahl wurde zum 50. Geburtstag der NBA bestätigt, als Mikan unter die 50 besten NBA-Spielern aller Zeiten gewählt wurde.
Seit der Saison 2022/23 ist die Trophäe des NBA Most Improved Player Awards nach ihm benannt.

## Ruhestand
Mikan versuchte sich in der Saison 1957/58 als Head Coach der Lakers, trat nach einer Bilanz von 9–30 Siegen und einer Siegesquote von 23,1 % aber zurück und wurde im Januar 1958 von John Kundla beerbt. 1967 wurde Mikan erster Commissioner der American Basketball Association (ABA). Auf ihn geht die Idee mit den blau-weiß-roten Bällen zurück.

## Auszeichnungen und Erfolge
| - Aufnahme in die Naismith Memorial Basketball Hall of Fame (1959) - NBA 25th Anniversary Team - NBA 35th Anniversary Team - 50 Greatest Players in NBA History - NBL-MVP 1948 - World Professional Basketball Tournament MVP 1946 und 1948 - Rückennummer 99 von der DePaul University in den Ruhestand versetzt - All-Time NBL Team | - All-American First Team 1944–1946 - All-Tournament First Team des World Professional Basketball Turniers 1946 und 1948 - All-NBL First Team 1947 und 1948 - All-BAA First Team 1949 - All-NBA First Team 1950–1954 - NBA All-Star 1951–1954 - NBA All-Star Game Most Valuable Player Award 1953 |

## Persönliches
Mikans Bruder Ed spielte von 1948 bis 1954 ebenfalls in BAA und NBA. Sohn Larry spielte in der Saison 1970/71 für die Cleveland Cavaliers.